# Коленчатый вал
Коленчатый вал (коленвал) — деталь (или узел деталей в случае составного вала) сложной формы, имеющая шейки для крепления шатунов, от которых воспринимает усилия и преобразует их в крутящий момент. Составная часть кривошипно-шатунного механизма (КШМ).

## Основные элементы коленчатого вала
- Коренная шейка — опора вала, лежащая в коренном подшипнике, размещённом в картере двигателя.
- Шатунная шейка — опора, при помощи которой вал связывается с шатунами (для смазки шатунных подшипников имеются масляные каналы).
- Щёки — связывают коренные и шатунные шейки.
- Передняя выходная часть вала (носок) — часть вала, на которой крепится зубчатое колесо или шкив отбора мощности для привода газораспределительного механизма (ГРМ) и различных вспомогательных узлов, систем и агрегатов.
- Задняя выходная часть вала (хвостовик) — часть вала, соединяющаяся с маховиком или массивной шестернёй отбора основной части мощности.
- Противовесы — обеспечивают разгрузку коренных подшипников от центробежных сил инерции первого порядка неуравновешенных масс кривошипа и нижней части шатуна.

## Размеры коленчатых валов
Определяются как результат расчётов, причём часть размеров задаётся исходя из выбранной компоновки. Например, количество шатунных шеек определяется в зависимости от числа цилиндров. В многорядных двигателях (V, W, X-образных, звездообразных) одна шатунная шейка воспринимает нагрузки сразу нескольких шатунов (или одного центрального, соединённого с прицепными).
Коленчатый вал воспринимает крутящий момент, имеющий переменное значение, а следовательно, работает на скручивание и должен иметь достаточный запас прочности по усталостному напряжению на сдвиг. Прочность коленчатого вала зависит от соосности его опор, смещение вызывает значительный рост с возможностью разрушения по щекам.
Стальные валы (чаще всего) имеют невысокое внутреннее демпфирование крутильных колебаний, что в некоторых случаях угрожает валу разрушением из-за резонанса при прохождении опасной зоны по числу оборотов. Поэтому валы такие снабжают демпферами крутильных колебаний, расположенными на переднем носке вала.
Кроме усталостной прочности, коленвалы должны иметь определённую площадь шеек, задающую контактное давление подшипников скольжения или качения. Максимальное контактное давление и скорость скольжения для антифрикционных материалов может быть несколько повышено при высокой твёрдости шеек и высококачественной смазке. Превышение их выше допустимых ведёт к выплавке/растрескиванию антифрикционного слоя или питтингу роликов (подшипники качения).
Диаметр шатунных шеек (исходя из упомянутых соображений) может быть увеличен косым разъёмом шатуна (что увеличивает его трудоёмкость и стоимость), длину же можно увеличить либо за счёт коренных шеек (что увеличивает контактное давление), либо увеличением расстояния между цилиндрами (что ведёт к увеличению габаритов и массы двигателя). В последние десятилетия, в связи с появлением новых высокопрочных антифрикционных сплавов и высококачественных масел, длину шеек валов (а вместе с ним — и межцилиндровое расстояние) конструкторы сокращают.

## Материал и технология изготовления заготовок коленчатых валов
Материал и технология изготовления зачастую тесно увязаны между собой. В данном случае, стальные валы (с целью достижения наивысшей прочности и вязкости) получают ковкой, а чугунные (материал ковке не поддаётся) — литьём.

### Стальные коленчатые валы
Коленчатые валы изготовляют из углеродистых, хромомарганцевых, хромоникельмолибденовых и других сталей, а также из специальных высокопрочных чугунов. Наибольшее применение находят стали марок 45, 45Х, 45Г2, 50Г, а для тяжело нагруженных коленчатых валов дизелей — 40ХНМА, 18ХНВА и др. Преимуществом стальных валов является наивысшая прочность, возможность получения высокой твёрдости шеек азотированием, а чугунные валы — дешевле.
Выбор стали определяется поверхностной твёрдостью шеек, которую нужно получить. Твёрдость около 60 HRC (необходимая для применения роликовых подшипников) может быть получена, как правило, только химико-термической обработкой (цементация, азотирование, цианирование). Для этих целей годятся, как правило, малоуглеродистые хромоникелевые или хромоникельмолибденовые стали (12ХН3А, 18ХНВА, 20ХНМА, причём для валов средних и крупных размеров требуется большее легирование дорогостоящим молибденом. Однако в последнее время для этого стали употреблять дешёвые стали регламентированной прокаливаемости, позволяющие получить высокую твёрдость при сохранении вязкости сердцевины. Меньшая твёрдость, достаточная для надёжной работы подшипников скольжения, может быть получена закалкой ТВЧ как среднеуглеродистых сталей, так и серого или высокопрочного чугуна (45..55 HRC).
Заготовки стальных коленчатых валов средних размеров в крупносерийном и массовом производстве изготовляют ковкой в закрытых штампах на молотах или прессах, при этом процесс получения заготовки проходит несколько операций. После предварительной и окончательной ковки коленчатого вала в штампах производят обрезку облоя на обрезном прессе и горячую правку в штампе под молотом.
В связи с высокими требованиями механической прочности вала большое значение имеет расположение волокон материала при получении заготовки во избежание их перерезания при последующей механической обработке. Для этого применяют штампы со специальными гибочными ручьями. После штамповки перед механической обработкой, заготовки валов подвергают термической обработке — нормализация — и затем очистке от окалины травлением или обработкой на дробемётной машине.
Крупноразмерные коленчатые валы, такие как судовые, а также коленвалы двигателей с туннельным картером являются разборными, и соединяются на болтах. Коленвалы могут устанавливаться не только на подшипниках скольжения, но и на роликовых (шатунные и коренные), шариковых (коренные в маломощных моторах). В этих случаях и к точности изготовления, и к твёрдости предъявляются более высокие требования. Такие валы поэтому всегда изготовляют стальными.

### Чугунные коленчатые валы
Литые коленчатые валы изготовляют обычно из высокопрочного чугуна, модифицированного магнием. Полученные методом прецизионного литья (в оболочковых формах) валы по сравнению со «штампованными» имеют ряд преимуществ, в том числе высокий коэффициент использования металла и хорошее демпфирование крутильных колебаний, позволяющее часто отказаться от внешнего демпфера на переднем носке вала. В литых заготовках также можно получить ряд внутренних полостей при отливке.
Припуск на обработку шеек чугунных валов составляет не более 2,5 мм на сторону при отклонениях по 5-7-му классам точности. Меньшее колебание припуска и меньшая начальная неуравновешенность благоприятно сказываются на эксплуатации инструмента и «оборудования», особенно в автоматизированном производстве.
Правку валов производят после нормализации в горячем состоянии в штампе на прессе после выемки заготовки из печи без дополнительного подогрева.
Масляные отверстия в коленвалах соединяют обычно соседние коренную и шатунную шейку, и выполняются сверлением. Отверстия в щеках при этом зачеканиваются либо закрываются пробками на резьбе.

## Механическая обработка коленчатых валов
Сложность конструктивной формы коленчатого вала, его недостаточная жесткость, высокие требования к точности обрабатываемых поверхностей вызывают особые требования к выбору методов базирования, закрепления и обработки вала, а также последовательности, сочетания операций и выбору оборудования. Основными базами коленчатого вала являются опорные поверхности коренных шеек. Однако далеко не на всех операциях обработки можно использовать их в качестве технологических. Поэтому в некоторых случаях технологическими базами выбирают поверхности центровых отверстий. В связи со сравнительно небольшой жесткостью вала на ряде операций при обработке его в центрах в качестве дополнительных технологических баз используют наружные поверхности предварительно обработанных шеек.
При обработке шатунных шеек, которые в соответствии с требованиями технических условий должны иметь необходимую угловую координацию, опорной технологической базой являются специально фрезерованные площадки на щеках. По окончании изготовления коленчатые валы обычно подвергают динамической балансировке в сборе с маховиком (автомобильные двигатели).
В большинстве случаев, коленчатые валы предусматривают возможность их перешлифовки на ремонтный размер (обычно 4-6 размеров, ранее было до 8). В этом случае коленвалы шлифуют вращающимся наждачным кругом, причём вал проворачивается вокруг осей базирования. Конечно, эти оси для коренных и шатунных шеек не совпадают, что требует перестановки. При перешлифовке требуется соблюсти межцентровое состояние, и согласно инструкции, валы после шлифовки подлежат повторной динамической балансировке. Чаще всего это не выполняют, потому отремонтированные двигатели часто дают большую вибрацию. При шлифовании важно соблюсти форму галтелей, и ни в коем случае не прижечь их. Неправильная обработка галтелей часто приводит к разрушению коленчатого вала.

## Термическая и химико-термическая обработка валов
Коленчатые валы для увеличения прочности и износостойкости шеек подвергают термической, а иногда и химико-термической обработке: закалка ТВЧ, азотирование, закалка поверхностного слоя (стали регламентируемой прокаливаемости 55ПП, 60ПП). Получаемая твёрдость зависит от количества углерода (закалка ТВЧ, обычно не более 50..55 HRC), либо вида ХТО (азотирование даёт твёрдость 60 HRC и выше). Глубина закалённого слоя шеек позволяет обычно использовать 4-6 промежуточных ремонтных размеров шеек вала, азотированные валы не шлифуют. Вероятность задира шейки с ростом твёрдости значительно снижается.
При ремонте коленчатых валов используются также методы напыления, в том числе — плазменного. При этом твёрдость поверхностного слоя может повышаться даже выше заводских значений (для закалки ТВЧ), а заводские диаметры шеек восстанавливают до нулевого размера.

## Неисправности
При эксплуатации из-за разных причин могут наблюдаться такие неисправности:
- износ вала по коренным или шатунным шейкам;
- изгиб;
- разрушение вала[5];
- износ посадочных поверхностей под маховик, сальник (сальники), переднюю шестерню.

Разрушение вала происходит от усталостных трещин, возникающих иногда из-за прижога галтелей при шлифовке. Трещины развиваются в некачественном материале (волосовины, неметаллические включения, флокены, отпускная хрупкость) либо при превышении расчётных величин крутильных колебаний (ошибки при проектировании, самостоятельная форсировка по числу оборотов дизеля). Возможна поломка по причине превышения числа оборотов, отказе демпфера, заклинивания поршня. Сломанный вал ремонту не подлежит. При износе посадочных поверхностей могут применяться электрохимическая обработка, плазменная или электродуговая наплавка поверхностей, а также другие решения. В особо редких случаях происходит срез шпонки кривошипа, которая отвечает за передачу крутящего момента с вала на приводной шкив.